# 机张站
機張站（：／ Gijang yeok */?）是广域电铁东海线沿線的一座鐵路車站，位於韓國釜山廣域市机张郡机张邑清江里，有無窮花號列車停靠。

## 車站結構
站體為2面4線雙島式月台的地面車站，無窮花號列車停靠低床月台，東海線列車則停靠高床月台。

### 月台配置
| ↑ 新海雲臺（一般列車）／↑ 東釜山旅遊區（廣域電鐵） |
| ４３ \| ２１ \|                                    |
| 佐川（一般列車） ↓／日光（廣域電鐵） ↓             |

| 月台 | 路線   | 類別            | 目的地                                         |
| ---- | ------ | --------------- | ---------------------------------------------- |
| 1    | 東海線 | 無窮花號        | 太和江、慶州、浦項、東大邱、正東津、清涼里方向 |
| 2    | 東海線 | ●广域电铁东海线 | 日光、南倉、德下、太和江方向                   |
| 3    | 東海線 | ●广域电铁东海线 | 東釜山旅遊區、新海雲臺、教大、釜田方向         |
| 4    | 東海線 | 無窮花號        | 新海雲臺、釜田、順天、晉州、馬山、進永方向     |

## 歷史
- 1934年12月16日：落成啟用。
- 1935年12月16日：升格為普通站。
- 1952年12月22日：車站毀於韓戰。
- 1957年7月31日：車站重建工程竣工。
- 1994年1月1日：停止處理小件貨物。
- 2006年11月15日：停止貨運服務。
- 2016年6月27日：遷至距離起點（釜山鎮站）30.3公里處。
- 2016年12月30日：東海南部線鐵路複線电气化工程完工，編入東海本線並降級為無配置簡易站，广域电铁东海线开始運行[1][2]。

## 車站周邊
- 機張中學
- 機張市場
- 機張郡事務所

## 圖片

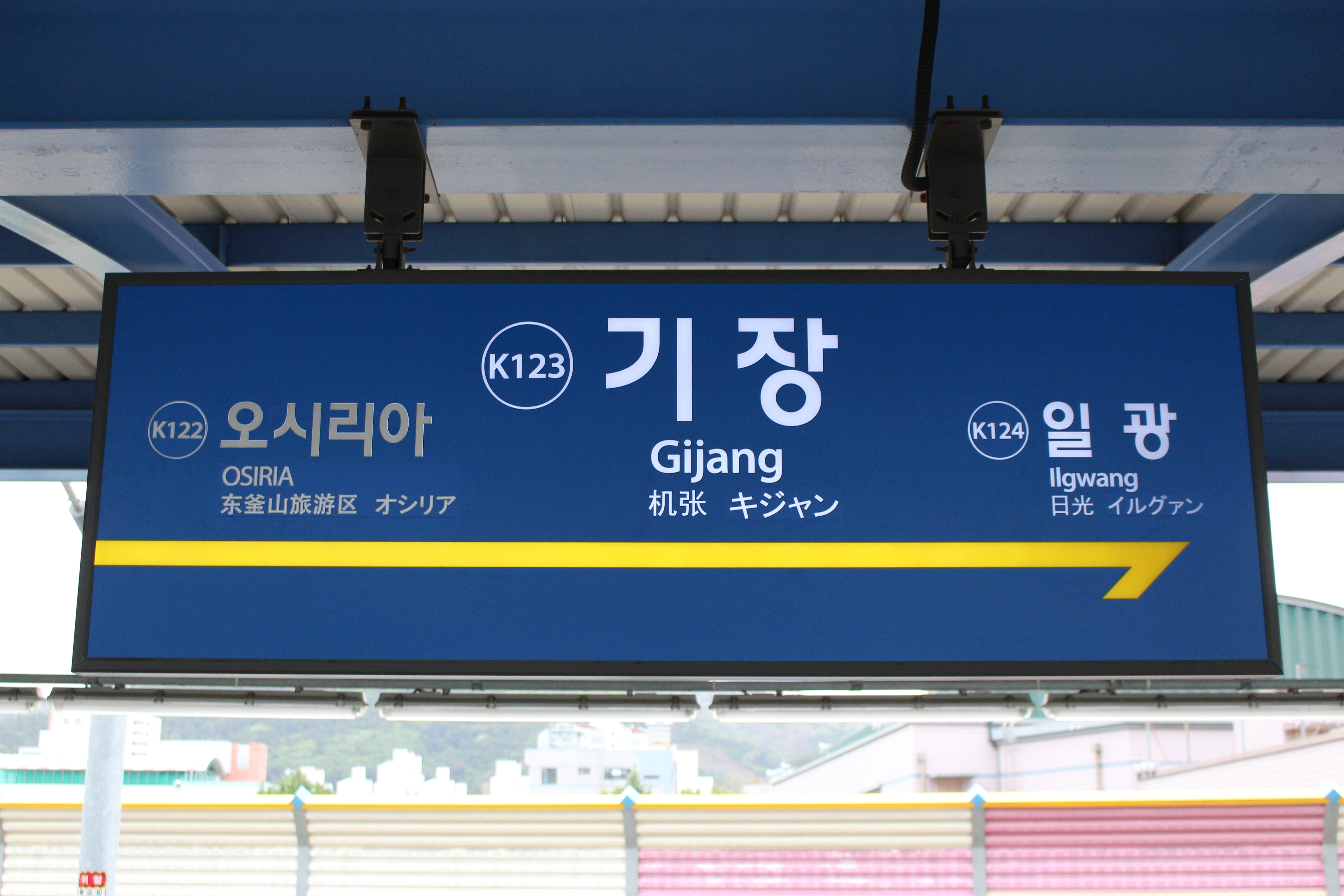
站名牌
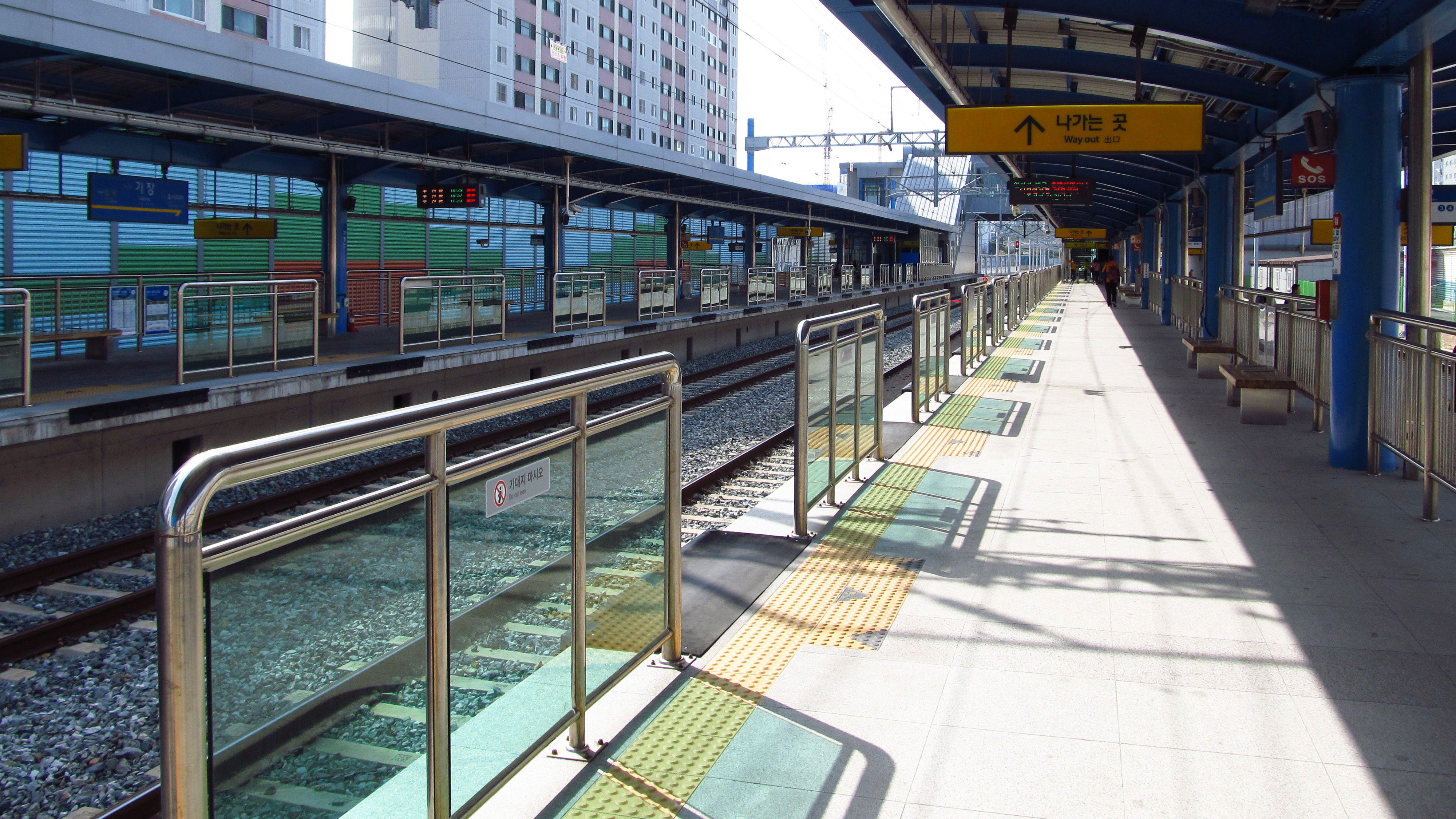
候車月台
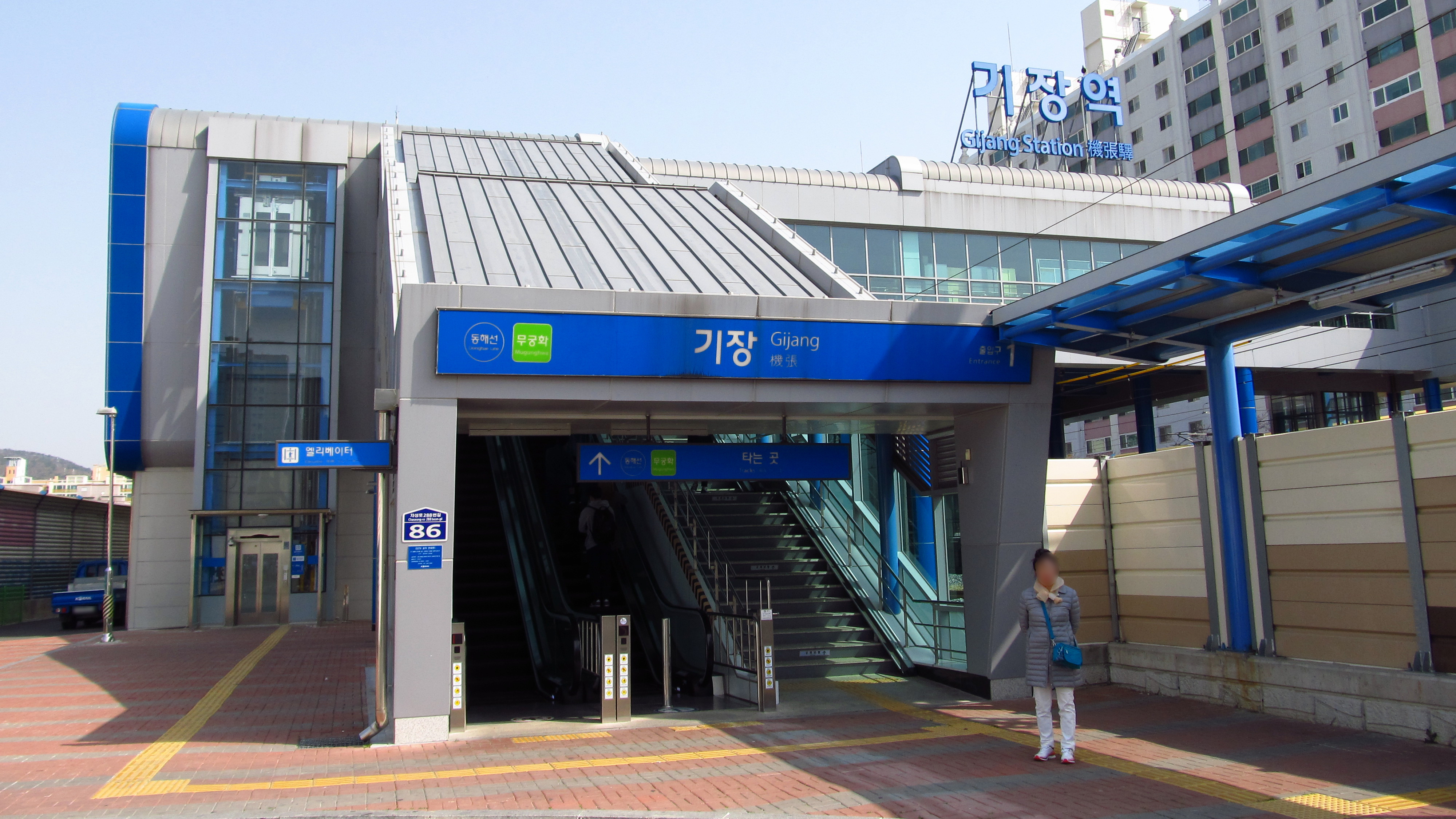
1號出口
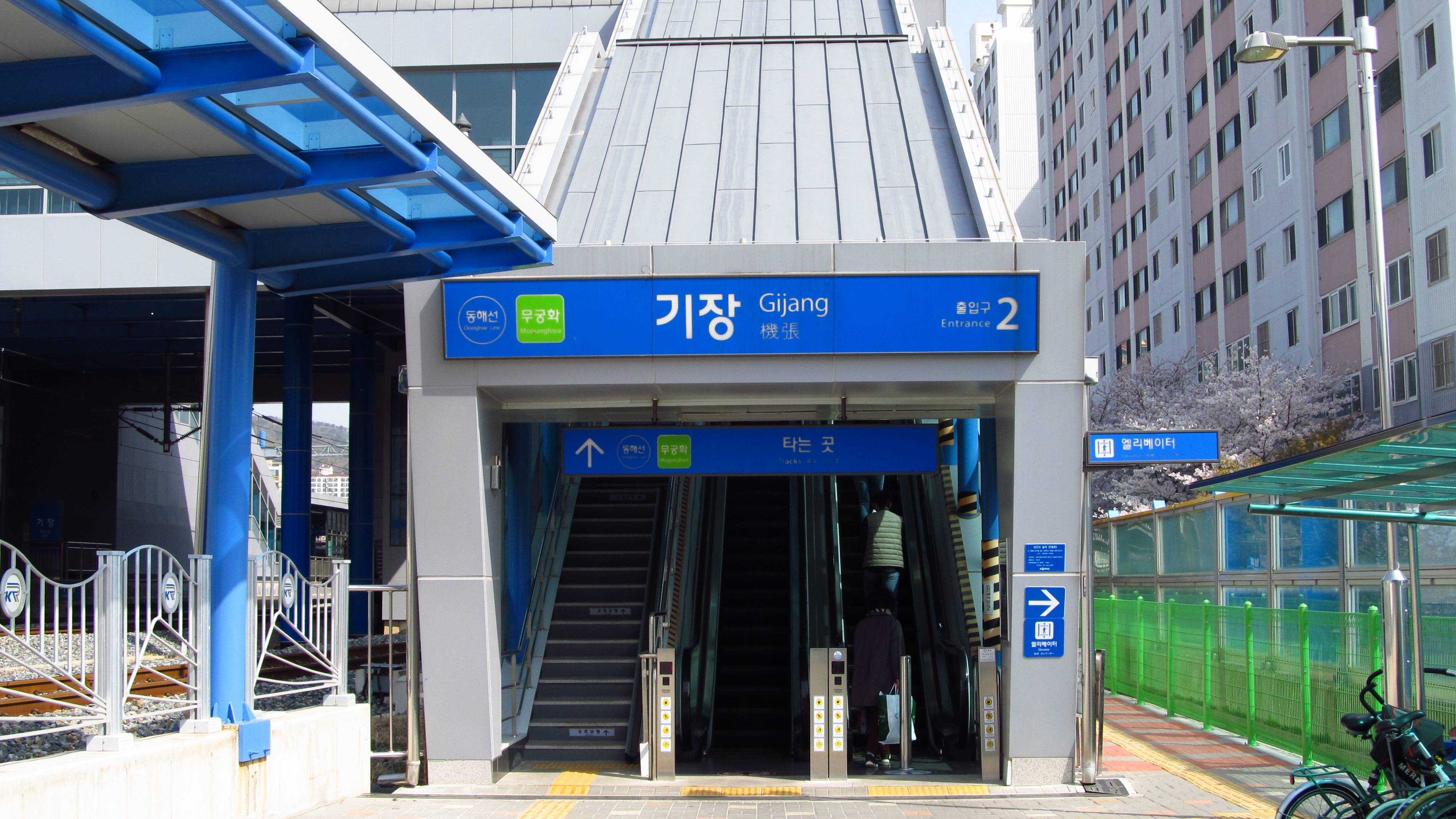
2號出口
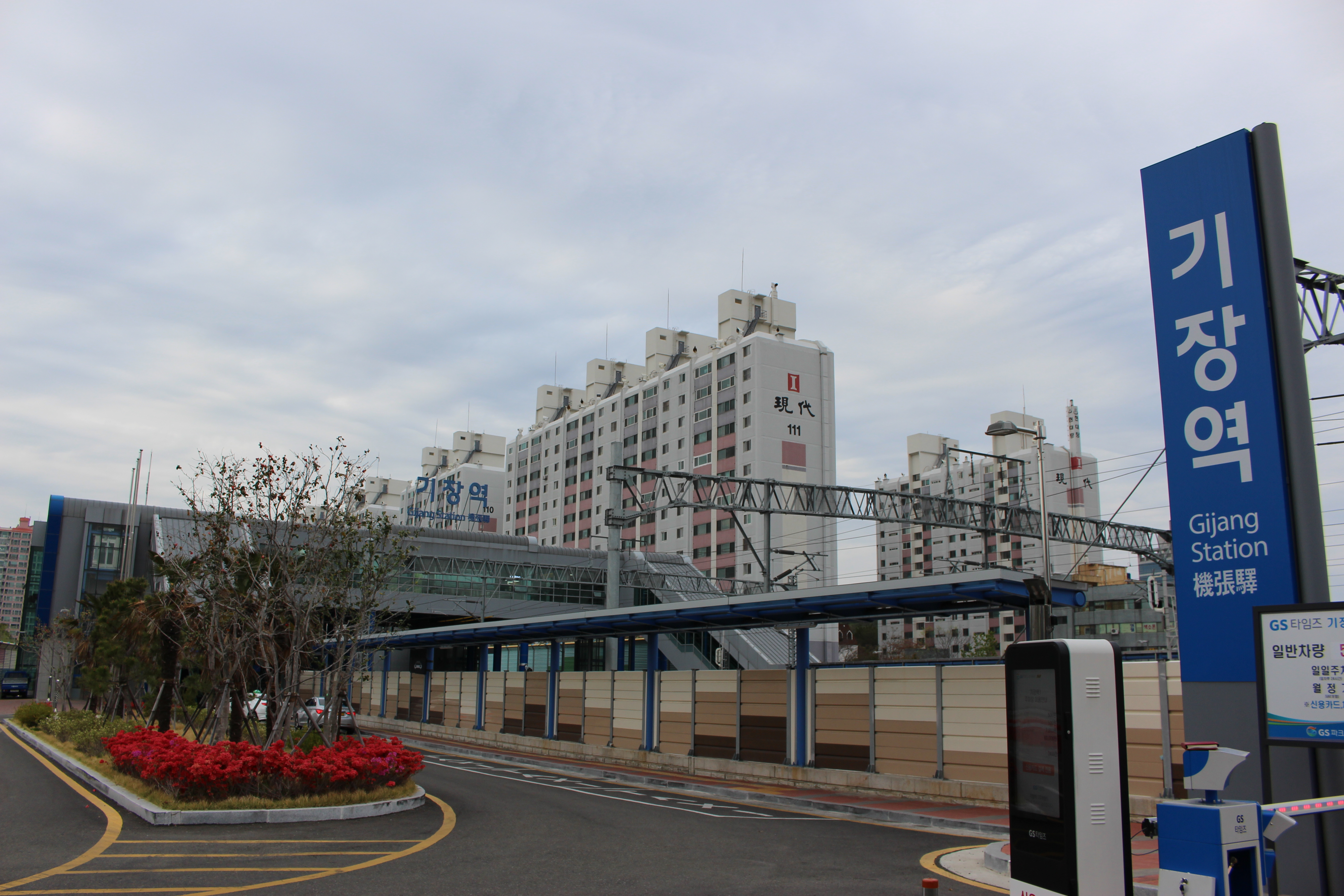
車站外觀
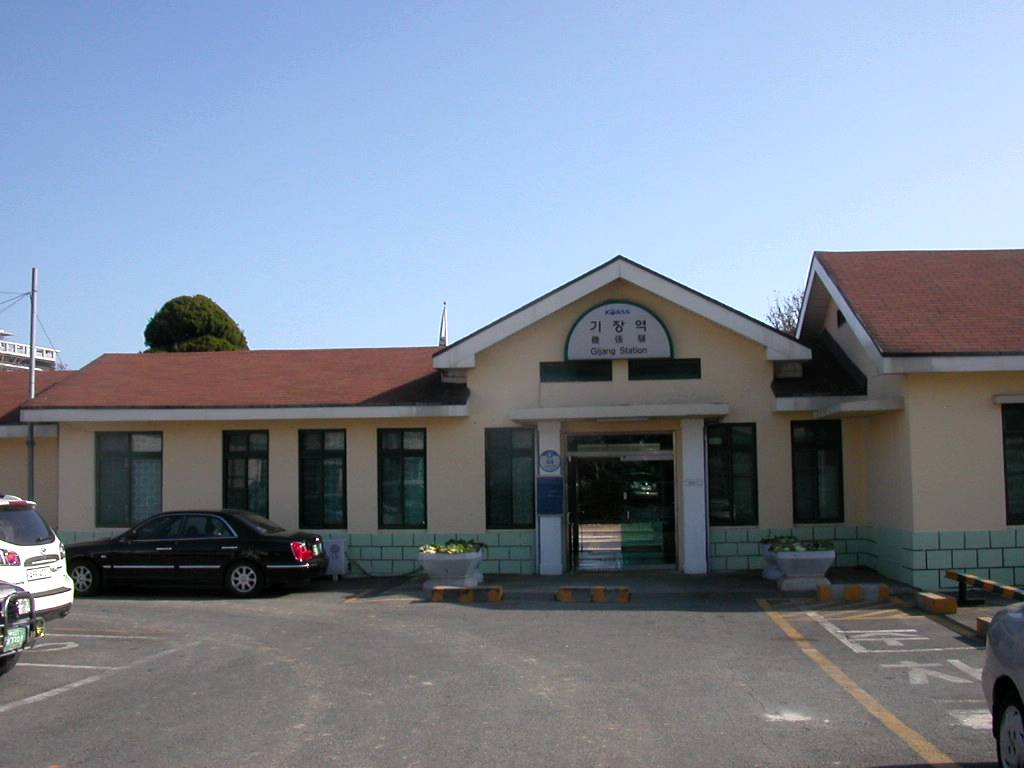
舊站建築
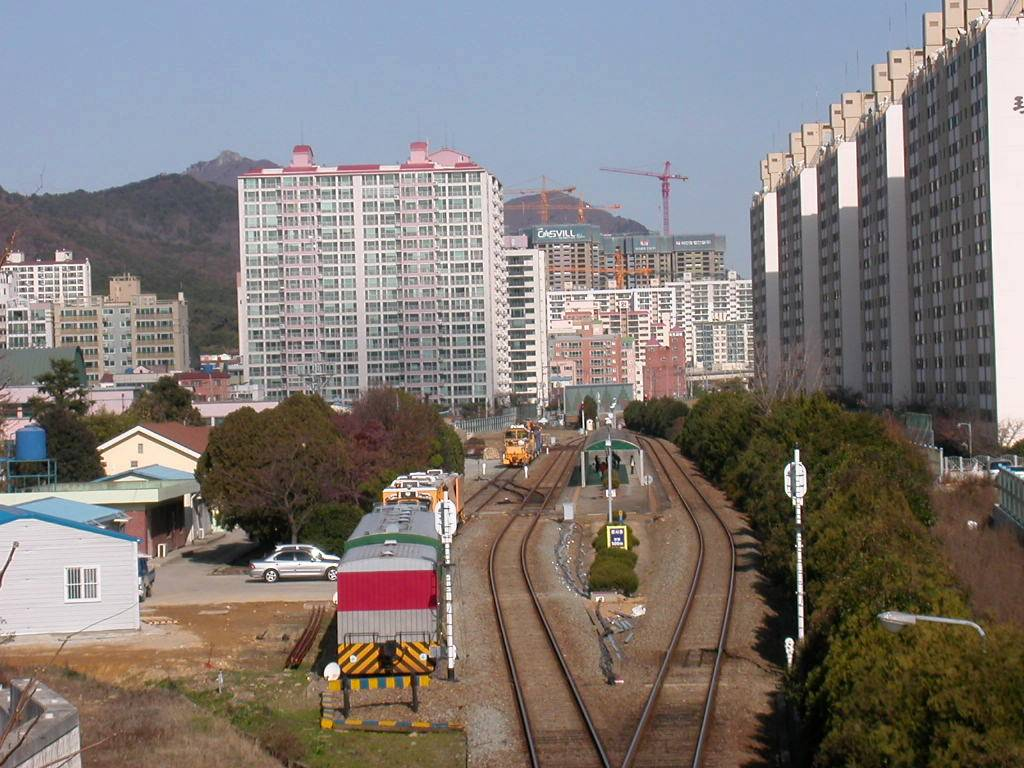
舊站全景

## 相鄰車站
韓國鐵道公社
●广域电铁东海线
東釜山旅遊區（K122）－機張（K123）－日光（K124）